# Isothecium
Genre
Isothecium est un genre de Bryophytes.

## Liste d'espèces
Selon NCBI (20 janv. 2013) :
- Isothecium algarvicum
- Isothecium alopecuroides
- Isothecium alopecurum
- Isothecium cardotii
- Isothecium cristatum
- Isothecium holtii
- Isothecium myosuroides
  - variété Isothecium myosuroides var. brachythecioides
  - variété Isothecium myosuroides var. stoloniferum
- Isothecium prolixum
- Isothecium stoloniferum
- Isothecium subdiversiforme

Selon ITIS (20 janv. 2013) :
- Isothecium alopecuroides (Dubois) Isov.
- Isothecium cristatum (Hampe) Robins.
- Isothecium myosuroides Brid.
- Isothecium obtusatulum Kindb.

Selon Catalogue of Life (20 janv. 2013) :
- Isothecium sericeum